# Batocera boisduvali
Batocera boisduvali es una especie de escarabajo longicornio del género Batocera,  subfamilia Lamiinae. Fue descrita científicamente por Hope en 1839.
Los sdultos se alimentan de savia de la corteza y las larvas cavan túneles en el tronco y ramas mayores. Las plantas hospederas de las larvas son higueras, Ficus watkinsiana, Ficus rubiginosa, Ficus microphylla, Ficus ehretioides (Moraceae) y Alstonia scholaris (Apocynaceae).
Se distribuye por Australia. Mide 33-57 milímetros de longitud. El período de vuelo ocurre en el mes de octubre.